# Edosa xerxes
Edosa xerxes är en fjärilsart som beskrevs av Petersen och Reinhardt Gaedike 1984. Edosa xerxes ingår i släktet Edosa och familjen äkta malar.
Artens utbredningsområde är Iran. Inga underarter finns listade i Catalogue of Life.